# Gouvernorat de Rafah
Le gouvernorat de Rafah est un gouvernorat de l'État de Palestine situé dans la bande Gaza. À la frontière égyptienne, il accueille le poste-frontière de Rafah.

## Géographie
Le gouvernorat de Rafah est le plus au sud de la bande de Gaza. Il est frontalier de l'Égypte.

## Organisation
La ville de Rafah se situe sur le territoire du gouvernorat. 
Le poste-frontière de Rafah, unique point de passage entre l'Égypte et la bande de Gaza, se trouve au sud du gouvernorat,.

## Démographie
En 2023, le gouvernorat de Rafah compte environ 250 000 habitants.
En avril 2025, il a été intégralement vidé de sa population. Plus de la moitié des infrastructures ont été détruites par l'armée israélienne.